# Filthy
Singles de Justin Timberlake
Can't Stop the Feeling!
(2016) Supplies
(2018)
Filthy est une chanson écrite et enregistrée par l’auteur-compositeur-interprète américain Justin Timberlake. Il s’agit du premier single tiré de son cinquième album studio, Man of the Woods (2018). Composé et produit par Timberlake, Danja et Timbaland, le morceau sort le 5 janvier 2018 sur toutes les plateformes de téléchargement légal et de diffusion en ligne, avant d’être envoyé sur les ondes radiophoniques nord-américaines quatre jours plus tard.

## Développement
Filthy est révélé comme étant le premier extrait du nouvel album de Timberlake un jour après la confirmation de Man of the Woods. Timberlake, Timbaland et Danja ont collaboré auparavant sur Justified et FutureSex/LoveSounds, respectivement. Ils ont tous les trois co-écrit la chanson en compagnie de James Fauntleroy, qui apparaissait déjà sur les crédits des opus The 20/20 Experience et 2 of 2, et de Larrance Dopson.

## Clip
Le clip de Filthy est réalisé par Mark Romanek.